# Sphaeroma
Genre
Sphaeroma (les Sphéromes) est un genre de crustacés isopodes marins.

## Liste des espèces
- Sphaeroma annandalei Stebbing, 1911
- Sphaeroma bigranulatum Budde-Lund, 1908
- Sphaeroma boryi Guerin-Meneville, 1832
- Sphaeroma conglobator (Pallas, 1766)
- Sphaeroma curtum (Leach, 1818)
- Sphaeroma destructor Richardson
- Sphaeroma dumerilii Leach, 1818
- Sphaeroma emarginatum Grube, 1864
- Sphaeroma exosphaeroma Boone, 1918
- Sphaeroma felix Lanchester, 1902
- Sphaeroma gayi Nicolet, 1849
- Sphaeroma globicauda Dana, 1853
- Sphaeroma granti Walker et Scott, 1903
- Sphaeroma intermedium (Baker, 1926)
- Sphaeroma laurensi Hurley et Jansen, 1977
- Sphaeroma papillae (Bayliff, 1938)
- Sphaeroma pentodon Richardson, 1904B
- Sphaeroma peruvianum Richardson, 1910C
- Sphaeroma plumosum Whitelegge, 1902
- Sphaeroma podicipitis Monod, 1931A
- Sphaeroma prideauxianum Leach, 1818
- Sphaeroma propinqua Nicolet, 1849
- Sphaeroma quadridentatum Say, 1818
- Sphaeroma quoyanum H. Milne-Edwards, 1840
- Sphaeroma retrolaeve Richardson, 1904A
- Sphaeroma serratum (Fabricius, 1787)
- Sphaeroma sieboldii Dollfus, 1889
- Sphaeroma terebrans Bate, 1866
- Sphaeroma tomentosum Guerin-Meneville, 1844
- Sphaeroma triste Heller, 1865
- Sphaeroma tuberculatum Purusotham et Rao, 1971
- Sphaeroma venustissimum Monod, 1931B
- Sphaeroma walkeri Stebbing, 1905